# Thomas Wilson
Thomas Wilson (Lincolnshire, 1523 – Londra, 1581) è stato un letterato britannico.
Dopo aver lasciato l'Inghilterra per non incorrere nella persecuzioni religiose di Maria I d'Inghilterra si recò a Padova nel 1555; nel 1559 fu imprigionato a Roma come eretico.
Tornato in patria nel 1560, fu ambasciatore in Portogallo (1567) e Olanda (1576); dal 1577 fu segretario di Stato